# Paracles alonia
Paracles alonia là một loài bướm đêm thuộc phân họ Arctiinae, họ Erebidae.